# Alticola barakshin
Alticola barakshin is een zoogdier uit de familie van de Cricetidae. De wetenschappelijke naam van de soort werd voor het eerst geldig gepubliceerd door Bannikov in 1947.